# Rivière Gamache (île d'Anticosti)
Pour les articles homonymes, voir Rivière Gamache (rivière du Bic) et Gamache.
La rivière Gamache est un cours d'eau de l'île d'Anticosti, au Québec (Canada), se jetant dans le du golfe du Saint-Laurent. Elle est située dans la municipalité de L'Île-d'Anticosti.

## Toponymie
La désignation toponymique « rivière Gamache » évoque l’œuvre de vie de Louis-Olivier Gamache, lequel s'est établi sur l'île d'Anticosti. Il est un personnage quasi légendaire ayant affronté les misères de l'île, en dépit des éléments et des hommes. Il est reconnu comme le Robinson Crusoé du Canada français. Gamache était réputé être intelligent, habile, doué, hardi, redoutable et redouté.
Gamache mourut en 1854 à la baie Ellis, où il s'était construit une maison, précisément sur le site où Louis Jolliet avait jadis bâtit un fort. Ce nom a paru en 1925 dans le Bulletin de la Société de géographie de Québec.
Le toponyme « rivière Gamache » a été officialisé le 5 décembre 1968 à la Banque des noms de lieux de la Commission de toponymie du Québec.

## Géographie
La rivière Gamache tire sa source au lac Claude (altitude: 63 m) situé dans la partie ouest de l'île d'Anticosti. Le lac Claude est bordé par des marais: côté nord, côté sud-ouest et côté ouest. L'embouchure du lac Claude est située au fond de la baie de la rive ouest :
- au nord d'une des pistes de l'aéroport de Port-Menier;
- au nord du centre-ville du village de Port-Menier;
- au sud-est de la rive nord de l'île d'Anticosti[3].

À partir de sa source, la rivière Gamache coule vers le sud entre le ruisseau Diane (située du côté ouest); et la rivière Trois Milles (située du côté est).
À partir de l'embouchure du lac Claude, le cours de la rivière Gamache descend sur environ 10 km vers le sud avec un dénivelé de 57 m, selon les segments suivants:
- d'abord vers le nord-ouest en traversant une zone de marais, puis vers le sud en formant une grande courbe vers l'ouest en traversant une autre zone de marais, jusqu'à la route passant au nord de l'aéroport de Port-Menier;
- vers le sud-ouest presque en ligne droite pour rejoindre sa confluence avec la [3].

La rivière Gamache se déverse au cœur du village de Port-Menier, du côté nord du quai, au fond de la baie Gamache (longueur: 5,7 km; largeur: 4,2 km à l'entrée de la baie), sur la rive sud de l'île d'Anticosti, dans le golfe du Saint-Laurent. Cette confluence est située à 13,2 km à l'est de la pointe aux Pointe-Ouest de l'île d'Anticosti, à 11,5 km au sud-est de la rive nord de l'île. La baie Gamache comprend la baie Jolliet (située au nord-ouest) et la baie des Navots (située au nord-est).